# 赫尔辛格站
赫尔辛格站（丹麦语原名：Helsingør Station，丹麥語發音：[helse̝ŋˈøɐ̯ˀ stæˈɕoˀn]）是丹麦赫尔辛格的主要火车站。赫尔辛格港亦位于赫尔辛格站附近，乘客可在此换乘前往瑞典赫尔辛堡的渡轮。
| 上一站                      | 丹麦国家铁路                   | 下一站                            |
| --------------------------- | ------------------------------ | --------------------------------- |
| 终点站                      | 西兰岛海岸铁路 赫尔辛格⟷马尔默 | 斯内克斯滕站 开往：马尔默中央车站 |
| 上一站                      | 丹麦地方铁路公司               | 下一站                            |
| 终点站                      | 霍恩拜克铁路                   | 格伦讷海沃站 开往：Gilleleje站    |
| 斯内克斯滕站 开往：希勒勒站 | 西兰岛小北线铁路               | 终点站                            |

## 历史

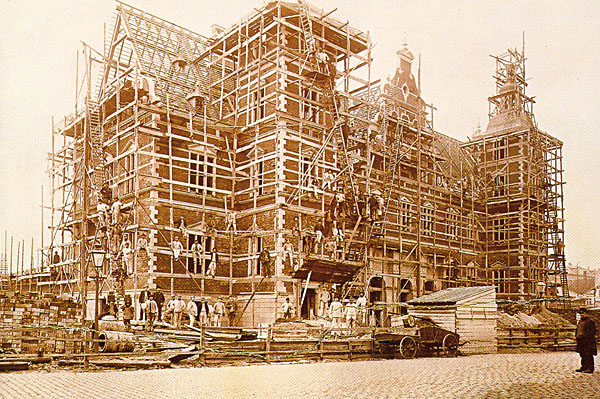
建设中的赫尔辛格站，1891年拍摄

赫尔辛格站始建于1864年，建成时是连接哥本哈根与赫尔辛格的西兰岛北线铁路（“西兰岛北线铁路”希勒勒站⟷赫尔辛格站部分现在又称“西兰岛小北线铁路”）的终点站。
1891年，赫尔辛格站搬至靠近赫尔辛格港的现址，以便于铁路和港口对接。现在的站房于1891年10月24日启用。现站房在建成时为尽头式车站。
1897年，另一条连接哥本哈根与赫尔辛格的西兰岛海岸铁路通车，并以本站为终点。西兰岛海岸铁路沿厄勒海峡行进，哥本哈根与赫尔辛格间比西兰岛北线铁路路程更短。
1908年，霍恩拜克铁路将位于赫尔辛格的终点站由格伦讷海沃站延至赫尔辛格站。使得霍恩拜克铁路在赫尔辛格站能够与西兰岛海岸铁路、西兰岛北线铁路、西兰岛小北线铁路相通。这一工程在赫尔辛格站西北侧（铁路街一侧）增加了一条股道，使得赫尔辛格站同时具有了尽头式车站和通过式车站特征。“霍恩拜克铁路”赫尔辛格站⟷格伦讷海沃站部分为位于赫尔辛格市中心的单线铁路，且平交道很多；该段铁路虽名曰国铁，但更像有轨电车轨道。
1984年，赫尔辛格站翻新工程开工。本次翻新工程本着修旧如旧的原则对赫尔辛格站内外均进行了翻新，在尊重原建筑风格的同时大幅改善了乘客体验及工作人员的工作环境。翻新工程与于1987年完工。1990年列入官方历史建筑名录。

## 建筑设计

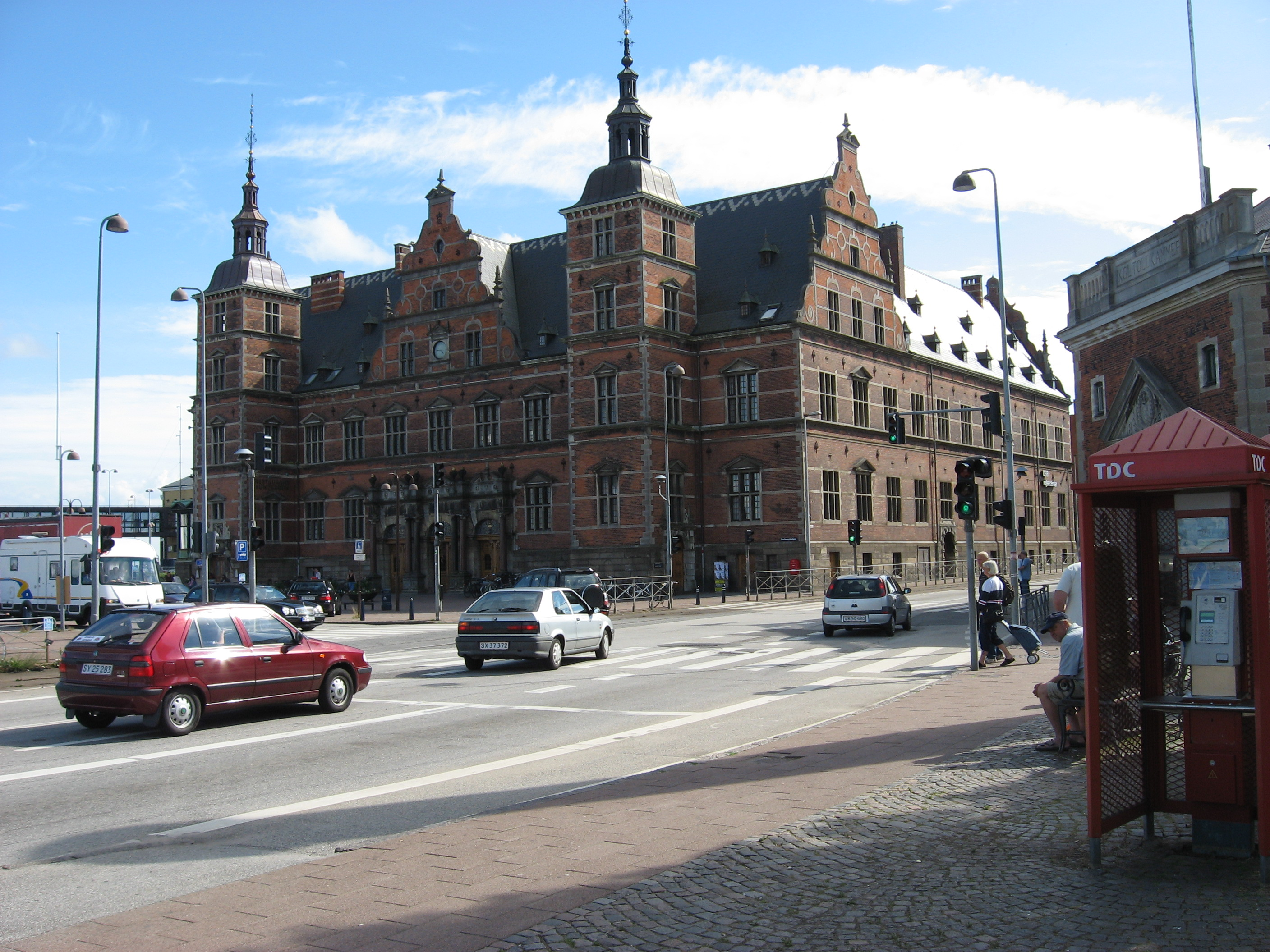
从铁路街一侧拍摄的车站正门照片

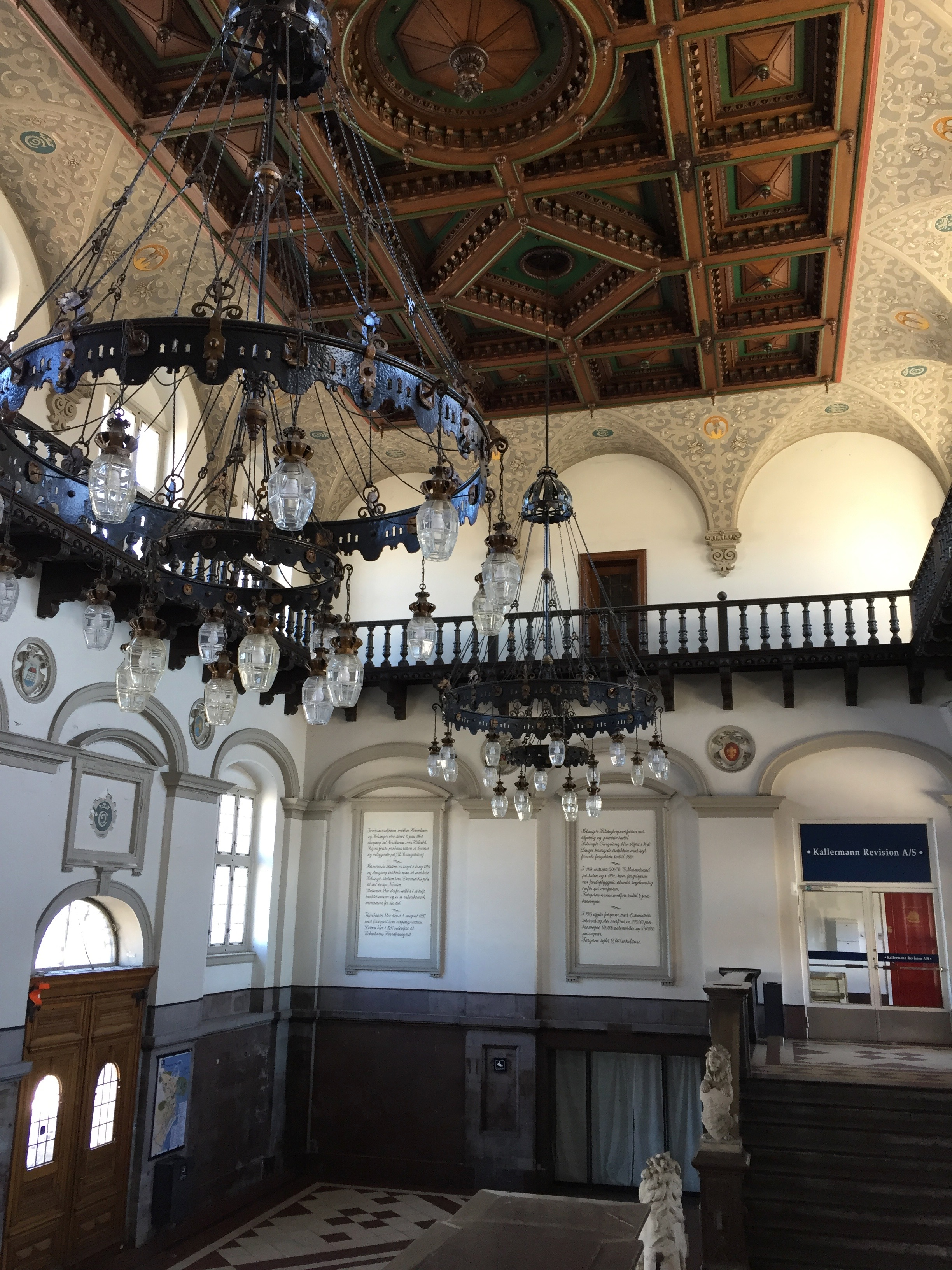
大堂

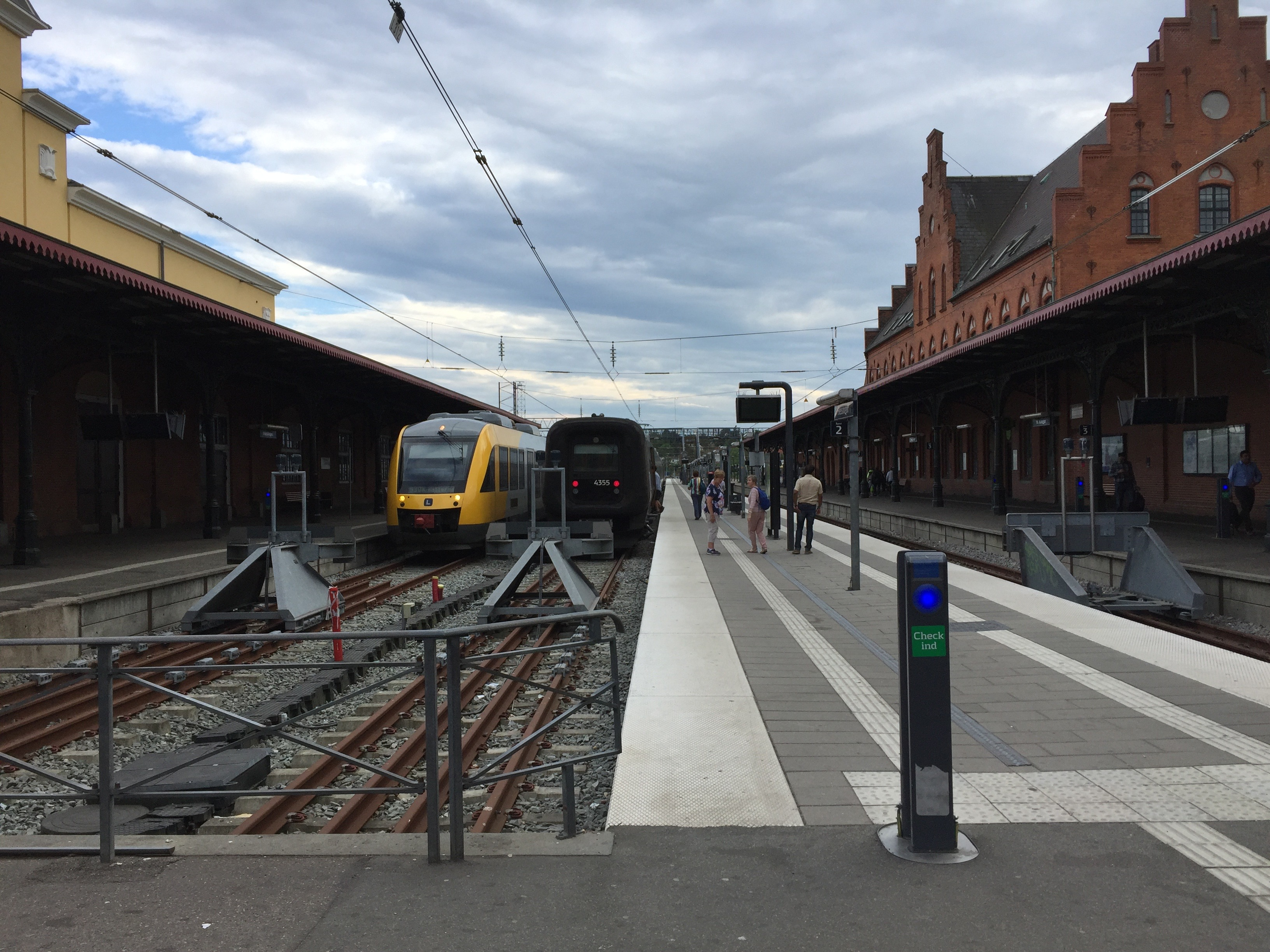
站台

赫尔辛格站位于海边，建设时向地下打入了1600个桩。由海因里克·文克和尼尔斯·彼泽·克里斯蒂安·霍尔瑟共同主持设计。车站主楼采用新文艺复兴建筑风格，类似罗森堡城堡。17世纪完工的罗森堡城堡由克里斯蒂安四世主持修建。两者风格相似，有着相同的红色外墙。

## 设施
售票处同时提供人工售票及自动售票机服务。提供7-11便利店、洗手间、行李寄存等多种设施及服务。赫尔辛格站附设巴士转换站，可换乘多路巴士。赫尔辛格港也位于附近。

## 相邻车站
| 上一站                            |                  | 下一站   |
| --------------------------------- | ---------------- | -------- |
| 斯内克斯滕站 往：哥本哈根火车总站 | 西兰岛海岸铁路   | 本线终点 |
| 斯内克斯滕站 往：哥本哈根火车总站 | 西兰岛北线铁路   | 本线终点 |
| 斯内克斯滕站 往：希勒勒站         | 西兰岛小北线铁路 | 本线终点 |
| 格伦讷海沃站 往：Gilleleje站      | 霍恩拜克铁路     | 本线终点 |

## 外部連結
- 丹麦国家铁路官网首页 （页面存档备份，存于）（丹麦语）
- 丹麦国家铁路官网对赫尔辛格站的介绍 （页面存档备份，存于）（丹麦语）
- 丹麦地方铁路公司官网 （页面存档备份，存于）（丹麦语）